# Eteri Gvazava
Eteri Gvazava (n. 1969, Omsk, RSFS Rusă, URSS) este o soprană de origine rusă. 

## Biografie
Gvazava a început studiile muzicale în Novosibirsk continuate apoi în Germania la Karlsruhe, sub îndrumarea profesoarei și cântăreței de operă de origine americană Maria Venuti. Deja la concursurile din rusia a câștigat de două ori câte un prim loc. 
Imediat după câștigarea locului 1 la concursul „Neue Stimmen” din 1997,  Eteri Gavazava este invitată să cânte în rolul Fiordigliei din opera lui Mozart Cosi fan tutte, la teatrul Piccolo din Milano în regia lui Giorgio Strehler. Din 1998 până în 2000 a fost membră a ansamblului scenei din orașul Bielefeld. A interpretat sub bagheta dirijorului Zubin Mehta rolul Violettei alături de José Cura în rolul lui Alfredo în producția pentru televiziune La Traviata à Paris, transmisă în direct de Eurovision în anul 2000, vizionată de un million de telespectatori și transpusă și pe DVD. Urmează numeroase interpretări în orașele italiene Verona, Palermo, Torino, Veneția și Cagliari. În prezent Eteri Gavazava trăiește în Berlin iar după pauza de maternitate din 2003 își continuă activitatea de soprană.

## Discografie selectivă
- 2000: Giuseppe Verdi: La Traviata a Paris, Zubin Mehta, CD, WEA
- 2000: Giuseppe Verdi: La Traviata a Paris, Zubin Mehta, DVD, 01 Distribuție
- 2004,2009: Gustav Mahler: Sinfonie 2 / Resurrection, Claudio Abbado, CD, Naxos Deutschland GmbH
- 2004: Gustav Mahler: Sinfonie 2 / la Mer, Claudio Abbado, CD, Deutsche Grammophon (Universal)
- 2004: Abbado in Lucerne: Werke von Debussy, Claudio Abbado, DVD, Naxos Deutschland GmbH
- 2005: W.A. Mozart: Le nozze di figaro, Zubin Mehta, DVD, TDK
- 2010: Gustav Mahler: Sinfonie 2 / Resurrection, Claudio Abbado, Blu-Ray, Naxos Deutschland GmbH

## Filmografie
Televiziune
- 2000 Traviata la Paris (La Traviata à Paris), regia Giuseppe Patroni Griffi